# Canton de Gap-4
Le canton de Gap-4 est une circonscription électorale française du département des Hautes-Alpes, créée par le décret du 27 février 2014 et entrant en vigueur lors des élections départementales de 2015.

## Histoire
Un nouveau découpage territorial des Hautes-Alpes entre en vigueur en mars 2015, défini par le décret du 20 février 2014, en application des lois du 17 mai 2013 (loi organique 2013-402 et loi 2013-403). Les conseillers départementaux sont, à compter de ces élections, élus au scrutin majoritaire binominal mixte. Les électeurs de chaque canton élisent au Conseil départemental, nouvelle appellation du Conseil général, deux membres de sexe différent, qui se présentent en binôme de candidats. Les conseillers départementaux sont élus pour 6 ans au scrutin binominal majoritaire à deux tours, l'accès au second tour nécessitant 12,5 % des inscrits au 1er tour. En outre la totalité des conseillers départementaux est renouvelée. Ce nouveau mode de scrutin nécessite un redécoupage des cantons dont le nombre est divisé par deux avec arrondi à l'unité impaire supérieure si ce nombre n'est pas entier impair, assorti de conditions de seuils minimaux. Dans les Hautes-Alpes, le nombre de cantons passe ainsi de 30 à 15. Le canton de Gap-4 fait partie des sept nouveaux cantons du département, les huit autres cantons portant la dénomination d'un ancien canton, mais avec des limites territoriales différentes.

## Représentation
| Période élective | Période élective | Mandat | Mandat           | Identité          | Nuance | Nuance | Qualité                                                                                              |
| ---------------- | ---------------- | ------ | ---------------- | ----------------- | ------ | ------ | --- |
| 2015             | 2021             | 2015   | 2021             | Bénédicte Férotin |        | DVD    | Architecte Adjointe au maire de Gap jusqu'en 2020 6e vice-présidente, chargée du patrimoine culturel |
| 2015             | 2021             | 2015   | 2015 (démission) | Roger Didier      |        | DVD    | Maire de Gap Président de la communauté d'agglomération du Gapençais                                 |
| 2015             | 2021             | 2015   | 2021             | Lionel Para       |        | LR     | Chef d'entreprise                                                                                    |
| 2021             | 2028             | 2021   | en cours         | Evelyne Colonna   |        | DVD    | Conseillère municipale déléguée de Gap                                                               |
| 2021             | 2028             | 2021   | en cours         | Lionel Para       |        | LR     | Conseiller sortant                                                                                   |

### Résultats détaillés

#### Élections de mars 2015
Au second tour, Bénédicte Férotin et Roger Didier (Divers droite) sont élus avec 53,17 % des suffrages exprimés et un taux de participation de 50,97 % (1 604 voix pour 3 362 votants et 6 596 inscrits).

#### Élections de juin 2021
Le premier tour des élections départementales de 2021 est marqué par un très faible taux de participation (33,26 % au niveau national). Dans le canton de Gap-4, ce taux de participation est de 36,15 % (2 464 votants sur 6 816 inscrits) contre 41,95 % au niveau départemental. À l'issue de ce premier tour, deux binômes sont en ballottage : Evelyne Colonna et Lionel Para (DVD, 48,54 %) et Pimprenelle Butzbach et Bernard Derbez (Union à gauche avec des écologistes, 26,23 %).
Le second tour des élections est marqué une nouvelle fois par une abstention massive équivalente au premier tour. Les taux de participation sont de 34,3 % au niveau national, 42,97 % dans le département et 39,23 % dans le canton de Gap-4. Evelyne Colonna et Lionel Para (DVD) sont élus avec 59,56 % des suffrages exprimés (1 474 voix pour 2 676 votants et 6 821 inscrits),,.

## Composition
| Nom                         | Code Insee | Intercommunalité       | Superficie (km2) | Population (dernière pop. légale)               | Densité (hab./km2) | Modifier                                    |
| --------------------------- | ---------- | ---------------------- | ---------------- | ----------------------------------------------- | ------------------ | ------------------------------------------- |
| Gap (bureau centralisateur) | 05061      | CA Gap-Tallard-Durance | 110,43           | Fraction : 9 580 (2022) Commune : 40 656 (2022) | 368                | modifier les données · modifier les données |
| Canton de Gap-4             | 0509       |                        |                  | 9 580 (2022)                                    |                    | modifier les données                        |

Le canton de Gap-4 comprend la partie de la commune de Gap non incluse dans les cantons de Gap-1, Gap-2 et Gap-3.

## Démographie
En 2022, le canton comptait 9 580 habitants, en évolution de −0,05 % par rapport à 2016 (Hautes-Alpes : +0,4 %, France hors Mayotte : +2,11 %).
| 2013  | 2018  | 2022  |
| ----- | ----- | ----- |
| 9 098 | 9 711 | 9 580 |